# Sonny Boy
Sonny Boy (яп. サニーボーイ Сани:бо:и, букв. «Сынок») — оригинальный японский аниме-сериал режиссёра Синго Нацумэ, созданный студией Madhouse в 2021 году.
История рассказывает о группе учеников средней школы, которые внезапно переносятся в альтернативное измерение, где некоторые из них приобретают новые способности. В поисках дороги домой они разгадывают тайны этого мира.
Sonny Boy использует нетрадиционный стиль повествования, иногда пропуская основные события и вместо этого сосредотачиваясь на реакции различных персонажей на эти события. Несмотря на то, что в сериале присутствуют элементы фэнтези, в сюжете преобладает исследование таких тем, связанных с психологией, как идентичность, социальные ожидания, свобода и одиночество. Сериал включён в несколько списков лучших аниме 2021 года и получил высокую оценку за качество производства и анимации, а также оригинальные визуальные эффекты.

## Синопсис
В середине, казалось бы, бесконечных летних каникул 16 августа третьеклассник средней школы Нагара и его класс, а также студентка-переводчица Нозоми и отчуждённая и загадочная Мидзухо внезапно переносятся в другое измерение. Группа из 36 учеников называет новое измерение «Этот мир» и обнаруживает, что в нём есть свои собственные правила и физика. Пытаясь вернуться домой, они со временем понимают, что у них есть сверхъестественные способности. Позже ученики разделились на две группы из-за внутренних конфликтов. По мере того, как обе группы продолжают путешествие в поисках пути домой, они обнаруживают других учеников, которые провели тысячи лет в других «Этих мирах».

## Основные персонажи
Нагара (яп. 長良). Сэйю: Аой Итикава. 
Ученик третьего класса средней школы, протагонист сериала. У него проблемы с родственниками, он не общается с одноклассниками и относится к ним холодно. Изначально показано, что у него нет никаких способностей.
Нодзоми (яп. 希). Сэйю: Саори Ониси. 
Ученица, недавно вернувшаяся в Японию из Берлина. Она упрямая: стоит на своём, какими бы тяжёлыми ни были для неё обстоятельства, жизнерадостная и оптимистичная девушка, относящаяся ко всем одинаково. В «Этом мире» обретает сверхспособность «Компас», которая позволяет ей видеть в небе невидимый для других свет, определяющий расстояние до реального мира. Этот свет можно увидеть только в редких случаях.
Асакадзэ (яп. 朝風). Сэйю: Тиаки Кобаяси. 
Бунтарь, ненавидит, когда ему приказывают. Он выступил против членов студенческого совета, которые пытались контролировать его, начав спор. Его суперсила, «Медленный свет», позволяет ему контролировать гравитацию.
Мидзухо (яп. 瑞穂). Сэйю: Аой Юки. 
Девушка, которую всегда сопровождают три кошки, доставшиеся по наследству от бабушки: Тору, Ген и Сакуру. Она честна в своих чувствах и стремится изолировать себя от окружения, чтобы избежать влияния его обстоятельств. У неё есть сверхспособность «Мяузонка», благодаря которой три её кошки могут доставить ей любой желаемый предмет. Обладая силой, необходимой для выживания, другие ученики начинают полагаться на неё, что её слегка раздражает.
Раджани (яп. ラジダニ Радзидани). Сэйю: Хироки Гото. 
Самый умный ученик в школе, который с любопытством исследует новое измерение и концентрирует свои усилия на раскрытии тайн этого мира. Он получает суперспособность «Карманный компьютер», которая позволяет ему создавать объекты с помощью компьютерных программ.

## Производство
Сериал транслировался с 16 июля по 1 октября 2021 года на Tokyo MX и других каналах. Премьера первого эпизода состоялась 19 июня 2021 года.

### Предыстория и персонал
Сериал был анимирован студией Madhouse, сценаристом и режиссёром которого выступил Синго Нацумэ, а оригинальные дизайны персонажей были предоставлены Хисаси Эгути и Норифуми Кугаи, адаптировавшими дизайны для анимации. Художник-постановщик — Мари Фудзино.
Продюсер Мотоки Мукаити встречался с Нацумэ ранее, во время работы над Space Dandy, и он решил предложить Нацумэ возможность создать оригинальный сериал обо всём, что ему нравится, внося лишь минимальные предложения, такие как постоянное использование клиффхэнгеров, что предоставило ему большую творческую свободу для создания Sonny Boy и возможность подбирать людей для своей команды самостоятельно.
Арт-директор Мари Фудзино решила использовать традиционные фоны и декорации, черпая вдохновение у таких художников, как Анри Руссо, и постоянно используя дополнительные цвета, которые, по её мнению, соответствовали стилю Нацумэ. Нацумэ выбрал Эгути в качестве дизайнера персонажей для Sonny Boy, потому что он был давним поклонником его творчества и ранее отдал дань уважения Эгути в сериале, сославшись на его мангу Stop!! Hibari-kun!, которую в какой-то момент читает персонаж Мидзухо.

### Сценарий
Нацумэ написал сценарии ко всем эпизодам, а также сделал раскадровки для половины из них. Он говорил, что «пытался втиснуть в себя всё, что [он] хотел выразить, не сдерживаясь», воспользовавшись свободой, которую он предоставил при создании шоу. Примечательно, что в сериале очень мало монологов, что может показаться необычным для интроспективной истории, в которой герои исследуют свои эмоции. Как объясняет Нацумэ в интервью, это сделано намеренно: «На начальном этапе я взял для себя за правило не включать в историю никого, кто произносил бы монологи. Я почувствовал, что в последнее время персонажи склонны говорить всё, что у них на уме, или о том, что они собираются делать дальше, посредством монологов, и я не думаю, что за этим очень интересно наблюдать. Поскольку это должен был быть мой собственный оригинальный сериал, я хотел покончить с этим, поэтому установил для себя это правило. Теперь, отказавшись от монологов, зритель рано или поздно сможет понять, какие эмоции испытывает персонаж, только наблюдая за его действиями. И есть что-то вроде этого... Как бы это сказать? В результате я создал своего рода внутреннюю грамматику, которую можно назвать визуальной грамматикой».

### Музыка
Музыкальным консультантом сериала выступил Синъитиро Ватанабэ («Ковбой Бибоп», «Самурай Чамплу», «Кэрол и Тьюсдей» и др.). Звукорежиссёр — Сёдзи Хата.
Заглавную песню сериала «Shōnen Shōjo» исполнили Ging Nang Boyz. Большая часть эфирного времени сопровождается немым аудиорядом. В сериале так же звучит музыка The Natsuyasumi Band, Kaneyorimasaru, toe, Sunset Rollercoaster, VIDEOTAPEMUSIC, mitsume, Ogawa ＆ Tokoro, Mid-Air Thief, Conisch.

## Выпуск
Выпуск аниме-сериала был анонсирован 28 апреля 2021 года. В то время как премьера первого эпизода состоялась 19 июня 2021 года, сериал официально транслировался с 16 июля по 1 октября 2021 года на телеканале Tokyo MX и других каналах.

### Список эпизодов
| №  | Название | Режиссура                   | Сценарий     | Раскадровка      | Дата премьеры    |
| -- | --- | --------------------------- | ------------ | ---------------- | ---------------- |
| 1  | «The Island at the Far End of Summer» (яп. 夏の果ての島, «Natsu no Hate no Shima»)                                             | Синго Нацумэ                | Синго Нацумэ | Синго Нацумэ     | 16 июля 2021     |
| 2  | «Aliens» (яп. エイリアンズ, «Eirianzu»)                                                                                        | Томоя Китагава              | Синго Нацумэ | Синго Нацумэ     | 23 июля 2021     |
| 3  | «The Cat Who Wore Sandals» (яп.: 下駄を履いたネコ, «Geta o Haita Neko»).                                                       | Кейчиро Сайто               | Синго Нацумэ | Кейчиро Сайто    | 30 июля 2021     |
| 4  | «The Great Monkey Baseball» (яп.: 偉大なるモンキー・ベースボール, «Idainaru Monkī Bēsubōru»).                                  | Иму Гахи                    | Синго Нацумэ | Ёсиаки Кавадзири | 6 августа 2021   |
| 5  | «Leaping Classrooms» (яп.: 跳ぶ教室, «Tobu Kyōshitsu»).                                                                        | Рей Ишикура                 | Синго Нацумэ | Синго Нацумэ     | 13 августа 2021  |
| 6  | «The Long Goodbye» (яп.: 長いさよなら, «Nagai Sayonara»).                                                                      | Томоя Китагава              | Синго Нацумэ | Синго Нацумэ     | 20 августа 2021  |
| 7  | «Road Book» (яп.: ロード・ブック, «Rōdo Bukku»).                                                                               | Кенто Мацуи                 | Синго Нацумэ | Ёсиаки Кавадзири | 27 августа 2021  |
| 8  | «Laughing Dog» (яп.: 笑い犬, «Warai Inu»).                                                                                     | Кейчиро Сайто               | Синго Нацумэ | Кейчиро Сайто    | 3 сентября 2021  |
| 9  | «This Salmon Chazuke Is Missing Its Salmon Nya» (яп.: この鮭茶漬け、鮭忘れてるニャ, «Kono Sake Chazuke, Sake Wasureteru Nya»). | Ацуши Кашива                | Синго Нацумэ | Кэисуке Кодзима  | 10 сентября 2021 |
| 10 | «Summer and the Demon» (яп.: 夏と修羅, «Natsu to Shura»).                                                                      | Томоя Китагава, Кенто Мацуи | Синго Нацумэ | Синго Нацумэ     | 17 сентября 2021 |
| 11 | «The Young Man and the Sea» (яп.: 少年と海, «Shōnen to Umi»).                                                                  | Ничика Оно                  | Синго Нацумэ | Норифими Кугай   | 24 сентября 2021 |
| 12 | «A Two-Year Recess» (яп.: 二年間の休暇, «Ni Nenkan no Kyūka»).                                                                 | Синго Нацумэ                | Синго Нацумэ | Синго Нацумэ     | 1 октября 2021   |

## Критика и отзывы
Sonny Boy получил положительные отзывы, был назван одним из лучших аниме своего сезона и года в целом и был отмечен как особенно оригинальный в жанре исекай.
Мария Ремизова из CBR назвала сериал «лучшим современным аниме, которое зрители не заметили», написав, что он «воплощает в себе очарование более причудливой и экспериментальной стороны аниме, используя нетрадиционные сюжетные линии и визуальные приёмы для создания идеального повествования мистической истории», и далее пояснив, что, хотя поначалу сюжет и кажется запутанным, по мере своего развития он раскрывается, вознаграждая зрителей за терпение.
Эван Д. Малликейн из Screen Rant предположил, что Sonny Boy — это деконструкция главной идеи исекайя, и написал, что «„Этот мир“, далёкий от веселья, характерного для многих исекаев, держит своих обитателей в плену и мешает им двигаться дальше. Так, аниме критикует эскапизм, который всегда присутствует в этом жанре».
Дэвид Линн из Collider прокомментировал, что «хоть нетрадиционное повествование может сильно оттолкнуть некоторых, сериал по-прежнему предлагает захватывающие истории, не впадая в нигилизм».
В Den of Geek Верньеда Вергара отметил «нестандартное повествование аниме, и то, что сериал не предлагает однозначных ответов на все загадки, с которыми сталкиваются персонажи, и даже несмотря на то, что это может оттолкнуть некоторых людей, он предлагает «что-то свежее и уникальное», что контрастирует с более прямолинейными аниме-блокбастерами мейнстрима, вышедшими в том же году».
Sonny Boy получил высокую оценку за оригинальную режиссуру, отличающуюся очень выделяющимся стилем анимации и сюрреалистическими визуальными элементами. Линн высоко оценил то, как анимация помогает подчеркнуть мистическую атмосферу сериала, называя аниме «примером для подражания режиссуре, которую можно похвалить только за анимацию». Малликейн назвал произведение «одним из самых великолепно выглядящих аниме за последние несколько лет», высоко оценив то, как анимация помогла рассказать «глубоко личную историю». Айан Шамс Сиддики из The Daily Star отметил «захватывающие визуальные эффекты, искусство и анимацию», которые он нашёл «более реалистичными и сюрреалистичными, чем большинство современных аниме», а также отметил «эксцентричный саундтрек, вкраплённый в тишину».

## Награды
Sonny Boy получил награду «За выдающиеся достижения» в категории «анимация» на Japan Media Arts Festival. Сериал был номинирован на две категории, «Аниме года» и «Режиссёр года», на премии Crunchyroll Anime Awards. Аниме также было номинировано на премию Anime Trending Awards в четырёх категориях: «Лучший оригинальный сценарий», «Лучшие декорации и визуальные эффекты», «Мистическое или психологическое аниме года» и «Научное или меха аниме года».